# مجتمع موتورهای بلوچ‌ها
مجتمع موتورهای بلوچ‌ها یک منطقهٔ مسکونی در ایران است که در دهستان ارزوئیه واقع شده‌است. مجتمع موتورهای بلوچ‌ها ۷۶۰ نفر جمعیت دارد.